# Хазнатар
Хазнатар или често членувано Хазнатаро (на гръцки: Χρυσοχώραφα, Хрисохорафа, до 1926 година Χαζνατάρ, Хазнатар) е село в Гърция, Егейска Македония, в дем Долна Джумая (Ираклия), област Централна Македония с 841 жители (2021).

## География
Селото е разположено в Сярското поле северозападно от град Сяр (Серес) и западно от демовия център Долна Джумая (Ираклия), близко до източния бряг на Бутковското езеро (Керкини).

## История

### Етимология
Според Йордан Н. Иванов името е от турското hazne, hazine, хазна и наставка -dar, -tar за nomena agentis от вида на байрактар.

### В Османската империя
През XIX век Хазнатар е малко чифликчийско село, числящо се към Сярската каза на Отоманската империя. В „Етнография на вилаетите Адрианопол, Монастир и Салоника“, издадена в Константинопол в 1878 година и отразяваща статистиката на населението от 1873 година, Хазнатар (Haznatar) е посочено като село с 15 домакинства, като жителите му са 46 българи.
В 1891 година Георги Стрезов пише за селото:
| „ | Хазнатар махала, чифлик на една сярска бейска къща; на И от Борсук 1/2 час. Църква „Св. Богородица“; четът гръцки. 50 български къщи и 10 цигански. Училище гръцко с 30 ученика. | “ |

Според статистиката на Васил Кънчов („Македония. Етнография и статистика“) от 1900 година селото брои 560 жители, от които 500 българи християни и 60 цигани.
След Илинденското въстание в началото на 1904 година цялото село минава под върховенството на Българската екзархия. По данни на секретаря на Екзархията Димитър Мишев („La Macédoine et sa Population Chrétienne“) в 1905 година християнското население на Хазнатар се състои от 280 жители българи екзархисти. В селото функционира българско начално училище.
Преподобна Стойна и легендарния серски войвода Георги Хазнатарски са първи братовчеди, и двамата са родом от Хазнатар.

### В Гърция
Хазнатар е освободено от османска власт през октомври 1912 година по време на Балканската война от части на Седма рилска дивизия. Селото попада в пределите на Гърция след Междусъюзническата война в 1913 година. Голяма част от населението на селото се изселва в България - главно в град Петрич и района. През 20-те години на XX век в селото са заселени бежанци-гагаузи от Източна Тракия. Според преброяването от 1928 година, Хазнатар е смесено бежанско село със 145 бежански семейства с 571 души.
През 1926 година селото е прекръстено на Хрисохорафа.
През 50-те години на ХХ век част от населението на селото емигрира в САЩ. По-голямата част от преселниците се установява в предградие на Бостън, като запазва връзките си с Хрисохорафа.
| Име            | Име            | Ново име       | Ново име       | Описание                                                |
| -------------- | -------------- | -------------- | -------------- | ------------------------------------------------------- |
| Али паша       | Άλή Πασά       | Тригонометрико | Τριγωνομετρικό | възвишение на И от Хазнатар (31,8 m)                    |
| Али паша Орман | Άλή Πασά Όρμάν | Амудиес        | Αμμουδιές      | местност на З от Хазнатар на брега на Бутковското езеро |

## Личности
Родени в Хазнатар
- Георги Хазнатарски (Гогата Хазнатарски) (1877-1941), български революционер, войвода на ВМРО
- Мите Казаков, български революционер, деец на ВМОРО, умрял след 1918 г.[15]
- Преподобна Стойна (1883 – 1933), българска ясновидка